# Parfait Mandanda
Pour les articles homonymes, voir Mandanda.
Parfait Mandanda, né le 10 novembre 1989 à Nevers (France), est un footballeur international congolais qui joue au poste de gardien de but au SM Caen.
Il est le second d'une fratrie de gardiens de but professionnels avec Steve Mandanda (né en 1985, international français), Riffi Mandanda (né en 1992, international congolais) et Over Mandanda (né en 1998).

## Biographie

### Carrière de joueur
Formé au SM Caen, Mandanda rejoint la réserve professionnelle des Girondins de Bordeaux (CFA) en 2007. À la recherche de temps de jeu dans un championnat supérieur, il effectue plusieurs essais en faveur du Paris FC, de l'Entente Sannois Saint-Gratien tous deux en National, et au centre de formation du RC Lens, qui se révèlent non concluants.

#### AS Beauvais
En janvier 2009, il refuse un contrat de la part d'Ipswich Town en Angleterre, pour finalement s'engager avec l'AS Beauvais, en National. Le 29 mai 2009, il joue sa première rencontre officielle en National face à l'Aviron bayonnais, c'est d'ailleurs le seul match officiel auquel il prend part. Il est rétrogradé la saison suivante au rôle de troisième gardien dans l'effectif picard et n'est finalement pas conservé à l'issue de la saison 2009-2010.

#### Altay İzmir
En juillet 2010, Parfait Mandanda signe à Altay İzmir, club de seconde division turque. Aligné à 12 reprises sur 36 journées, il engrange de l'expérience dans un championnat mineur. Malheureusement, sur un plan collectif, l'aventure est difficile puisque l'équipe n'échappe pas à la relégation en troisième division. Le joueur arrête alors son expérience turque et essaye de revenir en Europe.

#### Charleroi SC
Il parvient à rebondir alors en Belgique dans le club du Royal Charleroi le 26 août 2011, tout juste relégué en deuxième division belge. Malgré deux rencontres de championnat qui lui permettent de prendre part au titre de champion, le joueur n'est pas très en vue, avec un statut de troisième gardien.
Mais la saison suivante, dans l'élite, le joueur se fait peu à peu remarquer si bien qu'il relègue très vite Cyprien Baguette et surtout Michalis Sifakis, gardien de la sélection grecque et recruté pour être numéro 1, sur le banc des remplaçants. Après quelques matchs, ses prestations satisfaisantes motivent les dirigeants pour le prolonger jusqu'en 2017.
La saison 2013-2014 est celle de la confirmation pour Parfait Mandanda. Il jouera pratiquement tous les matchs du championnat et reste une valeur sûre pour garder les buts des Zèbres.
La saison 2014-2015 démarre mal pour le Sporting de Charleroi et Mandanda, après seulement quatre matchs et 1 point sur 12, est victime de ce mauvais début de saison. Il perd son statut de titulaire et ne dispute que 5 matchs durant cette saison. Ses statistiques augmentent légèrement la saison suivante, il joue neuf matchs dont huit consécutifs en phase régulière mais reste la doublure de Nicolas Penneteau.
À partir de la saison 2016-2017, Mandanda est clairement désigné gardien n°2 du club carolo mais son entraineur lui fait comprendre qu'il sera le gardien titulaire pour les matches de coupe de Belgique. Durant cette saison 2016-2017, il joue deux matchs de championnat et trois matchs de coupe.
Le 18 octobre 2017, Mandanda prolonge son contrat à Charleroi jusqu'en 2022, malgré son très faible temps de jeu. Il commence la saison 2018-2019 en tant que titulaire à la suite de la blessure de Nicolas Penneteau mais après  trois défaites consécutives et à la suite du départ manqué de son club en championnat, Mandanda voit arriver un nouveau gardien en la personne de Rémy Riou et doit retourner sur le banc. À la suite du retour de Penneteau en tant que titulaire, Riou devient le gardien n°2 et Mandanda est relégué comme gardien n°3.

## Dinamo Bucarest
En janvier 2019, il est prêté jusqu'à la fin de la saison en Roumanie, dans le club du Dinamo Bucarest. Son prêt lui permet de retrouver une place de titulaire et d'enchaîner les matches. Il débute les six premiers matchs par trois victoires et trois clean-sheets et termine vice-champion de Roumanie.

## Retour à Charleroi
Il revient au Sporting de Charleroi en juin 2019 mais voit débarquer Rémy Descamps comme nouveau gardien n°2 en remplacement de Rémy Riou. La situation ne change pas pour Mandanda et il cherche donc activement un nouveau club.
Relégué comme quatrième gardien, et n'ayant pas du tout été repris depuis le début de la saison dans la sélection de l'entraîneur Karim Belhocine, il quitte le club carolo le 20 février 2020 pour les États-unis. Il arrive sous forme de prêt (jusqu'au 30 novembre 2020) dans le club de deuxième division nord-américaine de l'Athletic de Hartford.

### Royal Excel Mouscron (2021-2022)
De retour de prêt à la fin de la saison, il est transféré définitivement le 20 juillet 2021 au Royal Excel Mouscron, fraichement relégué en D1B, pour la saison 2021-2022.
Titulaire en début de saison, il joue 8 matches (dont 7 de championnat) avant de perdre sa place au profit de Nick Gillekens.

### Stade Malherbe Caen (2023-)
Déjà présent au SM Caen en tant qu'éducateur du centre de formation et gardien remplaçant de l'équipe réserve en National 3, il signe un contrat professionnel avec l'équipe première le 28 décembre 2023, le liant au club jusqu'en 2025. Cette promotion a été motivée par l'absence du premier gardien, Anthony Mandrea, pendant la CAN 2023 et par les limitations d'options disponibles au poste de gardien au sein de l'équipe.

### En sélection nationale
Né en France, Parfait Mandanda opte pour la nationalité sportive congolaise à la fin des années 2000 dans le but de porter le maillot des Léopards (la double nationalité est interdite par la constitution de la République démocratique du Congo).
International avec la République démocratique du Congo, il honore sa première sélection le 28 août 2008 contre le Togo (victoire 2-1).

## Statistiques
| Saison                 | Club                     | Championnat            | Championnat | Championnat | Coupe(s) nationale(s) | Coupe(s) nationale(s) | Total | Total |
| Saison                 | Club                     | Division               | M.          | B.          | M.                    | B.                    | M.    | B.    |
| 2008-2009              | AS Beauvais              | National               | 1           | 0           | -                     | -                     | 1     | 0     |
| 2009-2010              | AS Beauvais              | National               | -           | -           | -                     | -                     | 0     | 0     |
| 2010-2011              | Altay SK                 | 1. Lig                 | 11          | 0           | 1                     | 0                     | 12    | 0     |
| Sous-total AS Beauvais | Sous-total AS Beauvais   | Sous-total AS Beauvais | 1           | 0           | -                     | -                     | 1     | 0     |
| 2011-2012              | Charleroi SC             | Division 2             | 1           | 0           | 1                     | 0                     | 2     | 0     |
| 2012-2013              | Charleroi SC             | Division 1             | 25          | 0           | 1                     | 0                     | 26    | 0     |
| 2013-2014              | Charleroi SC             | Division 1             | 36          | 0           | 1                     | 0                     | 37    | 0     |
| 2014-2015              | Charleroi SC             | Division 1             | 5           | 0           | 2                     | 0                     | 7     | 0     |
| 2015-2016              | Charleroi SC             | Division 1             | 9           | 0           | 1                     | 0                     | 10    | 0     |
| 2016-2017              | Charleroi SC             | Division 1A            | 2           | 0           | 3                     | 0                     | 5     | 0     |
| 2017-2018              | Charleroi SC             | Division 1A            | 7           | 0           | 3                     | 0                     | 10    | 0     |
| 2018-2019              | Charleroi SC             | Division 1A            | 3           | 0           | -                     | -                     | 3     | 0     |
| 2019-2020              | Charleroi SC             | Division 1A            | -           | -           | -                     | -                     | 0     | 0     |
| Sous-total             | Sous-total               | Sous-total             | 88          | 0           | 12                    | 0                     | 100   | 0     |
| 2018-2019              | Dinamo Bucarest (prêt)   | Liga I                 | 12          | 0           | -                     | -                     | 12    | 0     |
| 2020                   | Hartford Athletic (prêt) | USL Championship       | 16          | 0           | -                     | -                     | 16    | 0     |
| Sous-total             | Sous-total               | Sous-total             | 28          | 0           | -                     | -                     | 28    | 0     |
| 2021-2022              | Royal Excel Mouscron     | Division 1B            | 9           | 0           | 1                     | 0                     | 10    | 0     |
| 2023-2024              | SM Caen                  | Ligue 2                | -           | -           | -                     | -                     | 0     | 0     |
| Total sur la carrière  | Total sur la carrière    | Total sur la carrière  | 137         | 0           | 14                    | 0                     | 151   | 0     |

## Palmarès

### En clubs
Il est champion de Belgique de D2 en 2012 avec le Sporting de Charleroi.

### En sélection
Avec la RD Congo, il termine troisième de la Coupe d'Afrique des nations en 2015.